# Судан на летних Олимпийских играх 2008
Олимпийская сборная Судана приняла участие в летних Олимпийских играх 2008 года, отправив в Пекин четырёх спортсменов, соревновавшихся в двух видах спорта: лёгкой атлетике и плавании. Большую часть затрат на подготовку, экипировку и транспорт сборной была покрыта за счёт посольства Великобритании в Хартуме, а также британских благотворителей.
По итогам игр спортсмен-легкоатлет из Судана Исмаил Ахмед Исмаил завоевал серебряную медаль в беге на 800 метров, которая стала первой за всю историю выступлений суданских спортсменов на Олимпийских играх.

## Медали
| Медаль | Спортсмен           | Спорт           | Дисциплина     |
| ------ | ------------------- | --------------- | -------------- |
|        | Исмаил Ахмед Исмаил | Лёгкая атлетика | 800 м, мужчины |

## Лёгкая атлетика
Мужчины
| Спортсмен             | Дисциплина | Отборочный раунд | Отборочный раунд | Полуфинал | Полуфинал | Финал     | Финал     |
| Спортсмен             | Дисциплина | Результат        | Место            | Результат | Место     | Результат | Место     |
| --------------------- | ---------- | ---------------- | ---------------- | --------- | --------- | --------- | --------- |
| Нагмелдин Али Абубакр | 400 м      | 47.12            | 50               | не прошёл | не прошёл | не прошёл | не прошёл |
| Исмаил Ахмед Исмаил   | 800 м      | 1:45.87          | 8 Q              | 1:44.91   | 2 Q       | 1:44.70   |           |
| Абубакер Каки Хамис   | 800 м      | 1:46.98          | 23 Q             | 1:49.19   | 24        | не прошёл | не прошёл |
| Абдалла Абдельгадир   | 1500 м     | 3:47.65          | 45               | не прошёл | не прошёл | не прошёл | не прошёл |

Женщины
| Спортсмен     | Дисциплина             | Отборочный раунд | Отборочный раунд | Полуфинал | Полуфинал | Финал     | Финал     |
| Спортсмен     | Дисциплина             | Результат        | Место            | Результат | Место     | Результат | Место     |
| ------------- | ---------------------- | ---------------- | ---------------- | --------- | --------- | --------- | --------- |
| Нвал Эльджак  | 400 м                  | 52.77            | 30 Q             | 54.18     | 24        | не прошла | не прошла |
| Муна Габир    | 400 м с барьерами      | 57.16            | 20               | не прошла | не прошла | не прошла | не прошла |
| Муна Дурка    | 3000 м с препятствиями | 9:53.09          | 38               | не прошла | не прошла | не прошла | не прошла |
| Ямиле Альдама | Тройной прыжок         | NM               | -                | не прошла | не прошла | не прошла | не прошла |

NM — нет засчитанных попыток

## Плавание
Мужчины
| Спортсмен  | Дисциплина                    | Отборочный раунд | Отборочный раунд | Полуфинал | Полуфинал | Финал     | Финал     |
| Спортсмен  | Дисциплина                    | Результат        | Место            | Результат | Место     | Результат | Место     |
| ---------- | ----------------------------- | ---------------- | ---------------- | --------- | --------- | --------- | --------- |
| Ахмед Адам | Мужчины — 50 м вольным стилем | 30.12            | 93               | не прошёл | не прошёл | не прошёл | не прошёл |